# 墨西哥石油公司

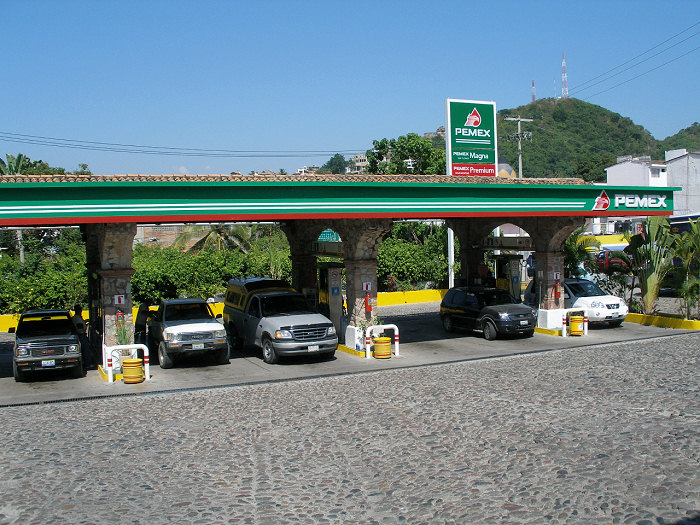
巴亚尔塔港的一个墨西哥石油公司加油站

墨西哥石油公司（Petróleos Mexicanos或Pemex）是墨西哥的国家石油公司，其为世界前十大石油公司。1938年时任墨西哥总统拉萨罗·卡德纳斯创办。英国《卫报》认为该公司为世界第七大污染公司。